# Montségur-sur-Lauzon
Montségur-sur-Lauzon – miejscowość i gmina we Francji, w regionie Owernia-Rodan-Alpy, w departamencie Drôme.
Według danych na rok 1990 gminę zamieszkiwało 987 osób, a gęstość zaludnienia wynosiła 54 osób/km² (wśród 2880 gmin regionu Rodan-Alpy Montségur-sur-Lauzon plasuje się na 791. miejscu pod względem liczby ludności, natomiast pod względem powierzchni na miejscu 581.).